# Reinhold Curicke
Reinhold Curicke (ur. 12 stycznia 1610 w Gdańsku, zm. 2 kwietnia 1667 tamże) – historyk gdański

## Życiorys
Studiował prawo na uniwersytetach w Rostocku i Królewcu. W Gdańsku pełnił od 1638 do śmierci funkcję sekretarza Rady Miejskiej. Jego dziełem życia jest czterotomowa monografia historyczna: „Historyczny opis miasta Gdańska” („Der Stadt Dantzigk historische Beschreibung”) pisana w latach 1638–1642. Była to pierwsza tak kompletna tego typu pozycja w dziejach miasta. Została wydana drukiem z inicjatywy syna autora Georga Reinhalda Curicke w Gdańsku i Amsterdamie w 1687 z rysunkami budowniczego miejskiego Piotra Willera dopiero w 1687. Powodem opóźniania wydania była zawarta w książce krytyka władz Gdańska i pozytywne uwagi o kalwinizmie, którego wyznawcą był autor.
Usunięte z „...Beschreibung” rozdziały na temat kalwinizmu ukazały się drukiem w 1652 jako tom pism polemicznych Verbesserter historischer Auszug von Veränderung der Religion in Dantzig. W 1646 ukazało się inne krytyczne wobec luteranizmu pismo teologiczne Curickego – Sackpfeife der Reformierten. W 1667 ogłosił komentarz do prawa morskiego miast hanzeatyckich Ius maritimum hanseaticum. Jego prywatna biblioteka liczyła około 2500 tomów.
W okresie Wolnego Miasta Gdańska imię Curickego (Curickeweg) nosiła obecna ulica Stefana Okrzei w Gdańsku-Wrzeszczu.